# Joop Lahnstein
Joop Lahnstein (Amsterdam, 28 september 1934 – Wijk aan Zee, 13 oktober 2018) was een Nederlandse politicus, onderwijzer en acteur.

## Jeugd en opleiding
Lahnstein werd geboren aan de Olympiaweg te Amsterdam als nakomer in een boekhoudersgezin. De familie was politiek geëngageerd en sympathiseerde met de Vrijzinnig Democratische Bond. Na het behalen van zijn MULO-A diploma ging Lahnstein werken als leerling fotograaf en later in de textielgroothandel. Toen er in de jaren vijftig een groot gebrek aan onderwijzers was, behaalde hij op advies van zijn leraar Franse handelscorrespondentie zijn onderwijsaktes en werd onderwijzer.

## Onderwijs
Na op diverse scholen in Amsterdam als inval-onderwijzer en onderwijzer te hebben gewerkt kreeg Lahnstein een aanstelling op de openbare Michiel de Ruyterschool te Amstelveen, een toentertijd bekende school in de vliegeniersbuurt Randwijk. Hierna solliciteerde hij in Muiden en werd benoemd als hoofd van de Openbare P.C. Hooftschool, waarvan hij van 1970 tot 1985 het hoofd zou zijn. Hierna werkte hij tot 1996 als onderwijzer aan de Muiderbergse openbare school De Vinkenbaan.

## Acteur
Via de producent Carl Tewes, wiens twee kinderen bij hem op school zaten, werd Lahnstein gevraagd om een rol te spelen in de jeugdserie op televisie Q & Q. Hij speelde in alle afleveringen de rol van de apotheker Arend Dooyer.

## Politiek
Lahnstein werd in 1990 raadslid namens D66 in de gemeenteraad van Muiden. De partijkeuze kwam al eerder voort uit het vrijzinnig-democratisch gedachtegoed uit zijn eigen jeugd. In 2000 werd hij door zijn partij gevraagd wethouder te worden, als opvolger van de plaatselijk bekende D66-bestuurder Vera den Hartog, wat hij enkele jaren zou blijven. Door de perikelen rond de bebouwing van de beschermde Bloemendalerpolder in zijn gemeente en zijn ongenoegen over de stokpaardjes bij dit prestigeproject door diverse politici werden bereden, ambieerde hij bij de verkiezingen in 2002 geen verkiesbare plaats op de lijst meer. Lahnstein is na zijn pensionering in 2001 voorzitter geworden van de Historische Kring Stad Muiden. In 2002 werd hij vanwege zijn maatschappelijke verdiensten onderscheiden als ridder in de orde van Oranje Nassau. Lahnstein overleed in 2018 op 84-jarige leeftijd.